# Ilona Buchem

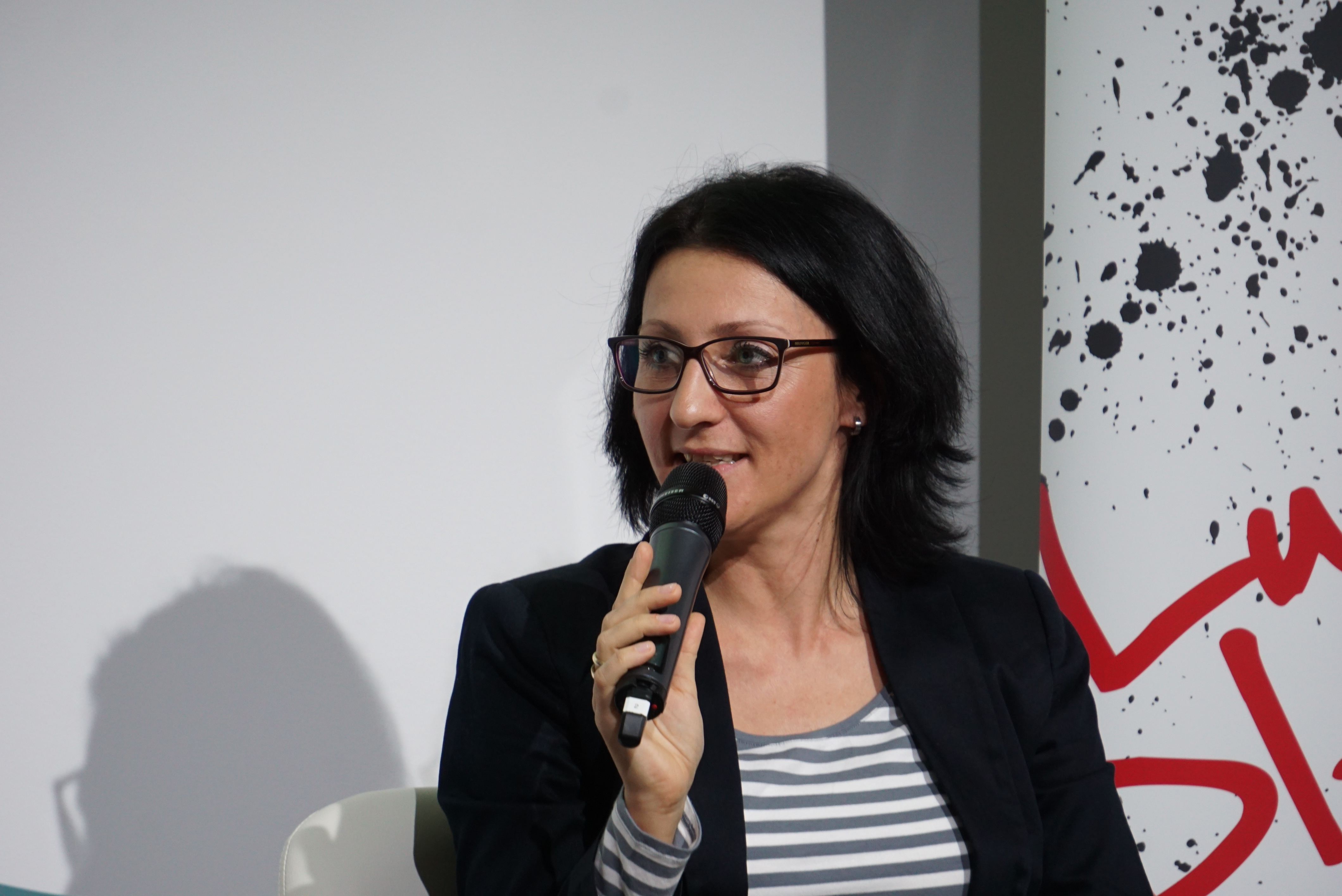
Ilona Buchem (2014)

Ilona Buchem (* 16. April 1976) ist eine deutsche Kommunikationswissenschaftlerin. Sie ist Professorin für Kommunikations- und Medienwissenschaften an der Berliner Hochschule für Technik (ehem. Beuth Hochschule für Technik Berlin) am Fachbereich I Wirtschafts- und Gesellschaftswissenschaften.

## Werdegang
Ilona Buchem studierte Kommunikationswissenschaften an der Concordia University in den USA und Erziehungswissenschaften an der Universität Duisburg-Essen in Deutschland. An der Universität Warschau hat Ilona Buchem einen Masterabschluss in Angewandter Linguistik erworben. An der Universität St. Gallen in der Schweiz hat sie zudem ein Zertifikat in Betriebswirtschaft erhalten.
Im Jahr 2009 schloss Buchem ihre Promotion (PhD) an der Humboldt-Universität zu Berlin in Wirtschaftspädagogik ab. Ihre Dissertation erarbeitete sie im Rahmen ihrer Tätigkeit bei der Daimler AG, wo sie technologiegestützte Lernlösungen für den Vertriebsbereich entwarf und evaluierte.

## Lehre
Ilona Buchem lehrt an der Berliner Hochschule für Technik in den Bereichen (Digitale) Medien, Unternehmenskommunikation, Projektmanagement und Digitales Lernen in den Studiengängen Betriebswirtschaftslehre (Bachelor) und Medieninformatik (Master).
Im Hochschulbetrieb agiert sie zudem als Digitalisierungsbeauftragte und Leitung des Labors für Kommunikation am Fachbereich I Wirtschafts- und Gesellschaftswissenschaften. Darüber hinaus ist sie Mitglied der Digitalisierungskommission der Berliner Hochschule für Technik.

## Forschung
Ilona Buchem forscht insbesondere in den folgenden Themenbereichen:
- Digitalisierung, Digitale Transformation und digital Leadership in Organisationen
- Digitale Kompetenzabzeichen / Open Badges zur Anerkennung von Leistungen
- Kommunikations- und Kooperationsprozesse in digitalen Umgebungen
- Einsatz von Gamification in Lern- und Kooperationsumgebungen
- Digitale Lernformate mit tragbaren Technologien (Wearable Enhanced Learning)

Im Zuge ihrer Forschungsaktivitäten hat Buchem als Leitung oder Partner in einigen Projekten mitgewirkt. Dazu zählen u. a.:
- ePA-Coach (BMBF, 2020–2023)
- BewAR (BMBF, 2018–2021)
- Open Virtual Mobility (Erasmus+ 2017–2020)
- Digitale Zukunft (Stifterverband, 2015–2017)
- Open Badge Network (Erasmus+, 2014–2017)
- Fitness MOOC (BMBF, 2014)
- BeuthBonus (BMBF, BMAS, BA, 2015–2018)
- Wikipedia Diversity (Wikimedia Deutschland)

Ilona Buchem ist Vorsitzende oder Mitglied in mehreren Organisationen. Dazu zählen u. a. die SIG WELL und Open Educa Berlin, das Hochschulforum Digitalisierung und EDEN sowie die Gesellschaft für Medien in der Wissenschaft und ICALT. Des Weiteren kooperiert sie mit nationalen und internationalen Hochschulen sowie Organisationen im Rahmen ihrer Lehr- und Forschungsaktivitäten. Zudem ist sie für Journale als Gutachterin tätig und war Mitglied im Programmkomitee einiger Fachtagungen.